# 兵工署
兵工署是国民政府的兵器工业管理机构。

## 历史
1928年8月14日，国民党第二届中央执行委员会第五次会议，决议在行政院下设军政部，下辖陆军署、海军署、航空署、兵工署、军需署和审查处，掌管全国陆、空军行政事宜。1928年11月11日在南京杨将军巷成立兵工署，1928年12月11日，国民政府公布《军政部兵工署组织条例》：兵工署掌全国兵工及关于兵工之一切建设亊宜，设4科2会：
- 总务科
- 设计科 科长李待琛
- 检验科
- 监査科
- 兵工研究委员会：1928年12月31日张群兼任兵工研究委员会主任委员，钟毓灵、吴钦烈、黄壁、吴沆、杜巍、张春浦、李待琛，毛毅可、胡霨为兵工研究委员会专任委员。
- 兵工材料购办委员会

设计科科长李待琛是哈佛大学工学院冶金学博士，负责兵器生产研发。李待琛仔细考察国外内兵器，在1929年向军政部提出了兵工署所拟的《规定制式兵器刍议》：
| 类别       | 型号                                    |
| ---------- | --------------------------------------- |
| 步枪       | 德国毛瑟1924年式步枪                    |
| 自动步枪   | 荷兰“班”（Bang）式自动步枪              |
| 轻机枪     | 法国哈奇开斯1922年式轻机枪              |
| 重机枪     | 法国哈奇开斯1916年式重机枪              |
| 高射机枪   | 法国哈奇开斯高射机枪                    |
| 航空机枪   | 法国哈奇开斯航空机枪                    |
| 步兵平射炮 | 奥地利百禄44毫米步兵平射炮              |
| 轻迫击炮   | 法国斯托克斯-布朗德1929年式81毫米迫击炮 |
| 重迫击炮   | 法国斯托克斯-布朗德150毫米迫击炮        |

九一八事变时，兵工署直接掌控的兵工厂有：汉阳、金陵、济南、巩县、华阴、上海等六厂，还有德州、开封两个小厂与生产兵工材料的上海炼钢厂。其中，除巩县兵工厂设立于民初，余均为前朝洋务运动时期所建，设备陈旧，械弹制式不一，性能落后。1932年9月，为谋材料自给，汉阳兵工厂的火药厂独立为汉阳火药厂。受一二八抗战 《上海停战及日方撤军协定》，上海兵工厂撤销，机器设备送给宁、汉、巩三厂。德州、开封两小厂撤销，设备移交济南兵工厂。1933年华阴兵工厂奉命停办。
| 类别         | 型号                                              |
| ------------ | ------------------------------------------------- |
| 步枪         | 德国毛瑟1924年式步枪                              |
| 轻机枪       | 法国哈奇开斯1922年式轻机枪                        |
| 重机枪       | 法国哈奇开斯1916年式重机枪                        |
| 手枪         | 美国柯尔特11毫米手枪                              |
| 高射机枪     | 法国哈奇开斯13.2毫米高射机枪                      |
| 步兵平射炮   | 瑞典博福斯47毫米步兵平射炮                        |
| 轻迫击炮     | 法国布朗德1930年式81毫米迫击炮                    |
| 重迫击炮     | 法国新式150毫米重迫击炮                           |
| 步兵榴弹炮   | 法国施耐德75毫米轻便山炮 瑞典博福斯75毫米轻便山炮 |
| 山炮         | 瑞典博福斯75毫米山炮                              |
| 野炮         | 法国施耐德75毫米B式野炮                           |
| 山地榴弹炮   | 法国施耐德105毫米山地榴弹炮                       |
| 轻榴弹炮     | 法国施耐德105毫米轻榴弹炮                         |
| 高射炮       | 英国维克斯75毫米高射炮 法国施耐德75毫米高射炮     |
| 小口径高射炮 | 法国哈奇开斯25毫米高射炮                          |
| 重野炮       | （仿奥地利）辽拟造19式105毫米加农炮               |
| 重榴弹炮     | 法国施耐德155毫米重榴弹炮                         |

1933年俞大维接掌兵工署后，对该署内设机构进行了改组，1933年10月9日，国民政府核准修订《兵工署组织条例》规定：兵工署直辖于军政部，统一掌管全国兵工及一切有关兵工之各项建设事宜，设：
- 本部
- 资源司：后撤销，兵工资源的一部分工作划归行政司，资源调査工作由资源委员会集中筹办。
- 行政司
- 技术司
- 各种专门委员会 ，其委员由署长聘请或指派。

1933年在河南巩县筹建军用化学厂，即巩县兵工分厂。1938年迁川后称第二十三工厂。
　
1935年6月25日，重行公布《军政部组织法》规定：兵工署掌兵工技术、军火制造、军械行政亊务，设
- 本部
- 制造司（原行政司）
- 技术司 司长杨继曾
- 军械司
- 各种委员会
- 驻上海办亊处

1936年在株洲筹建制炮厂，生产七五野炮、十公分榴炮；1936年3月14日，掩护厂名“炮兵技术处”（简称“炮技处”）成立，1938年迁重庆称第十工厂；株厂临时枪弹厂称第二十五工厂。1936年9月筹建光学研究所，抗战爆发后迁昆明南城外柳坝桥，其实验工厂在1939年1月1日扩建为第二十二工厂。1936年两广事变失败后，广东军阀陈济棠败逃，兵工署接收广东第一兵器制造厂（石井西局，专造捷克式，改称第四十一工厂，迁融县、桐梓）、广东化学厂（1934年筹建，生产防毒面具，改称第四十二厂，迁柳州、遵义）和广东第二兵器制造厂（琶江厂，设于琶江口南面清远花县企湖塘，1933年两广合建，月产75毫米步兵榴弹炮9门、75毫米FK 16野战炮9门、105毫米LeFH_16榴彈炮5门与75野炮弹1万发、75榴炮弹1万发、105榴弹5千发，1938年迁重庆）。
1937年2月设立航空兵器材技术研究处，1943年扩建为第二十七工厂，生产枪榴弹、信号枪榴弹。1937年2月成立航空兵器技术研究所，迁万县改称第二十七工厂。1937年1月兵工署接管了刘湘的重庆电力炼钢厂。1937年8月重庆行营接受了刘湘的川康绥靖公署子弹厂（原重庆铜元局），1938年3月改称兵工署第二十工厂。1937年9月，兵工署接收了广西所有七家兵工厂合并为广西兵工厂筹备处有职工2000余人，位于柳州，1938年迁綦江县改称第四十工厂。1937年10月26日，重庆行营与兵工署重庆办事处以40万元收购了刘湘的华西兴业公司在重庆大溪沟的华兴机器厂生产启拉利轻机枪的机器设备，改称四川第一兵工厂机枪厂，1938年7月并入第二十一工厂。

抗日战争爆发后，1937年11月下旬兵工署撤离南京，在武汉稍作逗留，1938年1月迁至长沙。1938年上半年，分散在长沙、汉口和衡阳、柳州办公。1938年10月转移到重庆，本部设在重庆中山一路勤居巷23号(化名斌记行)。分驻各地的办事处有：
- 驻西安办事处（后改名驻西北办事处）
- 驻香港办亊处
- 驻长沙办事处
- 驻重庆办事处：1937年9月10日设立，胡霨为处长。1937年10月1日正式成立，设在重庆会府街复兴里1号。1939年3月，兵工署本部陆续迁渝。驻重庆办事处撤销，改为兵工署驻川南办事处，移至川南泸县办公。
- 驻川南 (泸县)办事处 ：1939年3月设立。为兵工署所属川南地区各工厂、器材仓库办理征租土地、建行器材库房、器材拨发、设备储存、组织安排运输及其对外联系事项。1941年4月撤销。[3]
- 驻芜湖临时办事处
- 驻宜昌运输处
- 驻宜昌办事处（曾设万县分处）
- 驻昆明办亊处
- 驻贵阳办事处
- 驻北碚（重庆）办事处
- 驻闽（福建）通讯处
- 驻缅甸仰光办事处
- 驻印度技术代表团
- 驻印度狄不鲁加办事处
- 东南区兵工特派员办公处

抗战胜利后，迁回南京。署本部设南京大方巷10号，1947年1月迁华侨路16号。1946年6月1日，成立国防部。兵工署隶属于国防部联合勤务总司令部。1946年9月1日起，以联合勤务总司令部兵工署名义行文。任务是：
- 关于部队装备及补给品的发展设计来办保养事项；
- 关于训练专门兵工部队及人员事项；
- 关于兵器及原料的试验研究发展事项；
- 管理并监督兵工厂一切业务；
- 依国防部规定原则拟定并发挥化学战队的战术原理。

兵工署设
- 署办公室
- 综核室
- 总务处
- 财务处
- 警务处
- 兵工委员会
- 经济顾问团
- 工业司（原制造司）
- 研究发展司（原技术司）
- 外勤司（原军械司）
- 训练司（新增）
- 化学兵司（新增）
- 新厂建设委员会：1946年1月9日，兵工署委派杨继曾等人组建兵工建设委员会，1946年5月1日改现名，计划接收日本赔偿的工厂。1949年5月撤销。
- 兵器检验处：1948年5月成立，负责各工厂出品质量检验并督促各军械库库储品及部队使用武器弹药的合理安全保管。1949年5月改编为工业司兵器检验科。
- 四川区办亊处：对在川厂、所实行统一督导。1946年6月1日在重庆中山一路勤居巷原兵工署所在地成立办公，由副署长李承干兼主任。1947年5月，由第二十工厂厂长陈竹生兼主任。1949年6月30日，因兵工署迁渝，四川区办亊处裁撤。

1949年初兵工署机关从南京撤离。1月，分别在广州小北黄华路、上海龙华路2591号、台北松山基隆路1段办公。研究发展司撤台湾，工业司的技术性业务亦迁台湾办理。从1948年下半年到1949年上半年，先后将第二十六工厂汉阳新厂工程处，第四十四工厂青岛部分、第六十工厂、第六十一工厂、兵器研究所、应用化学研究所、弹道研究所、材料试验处和兵工学校从大陆撤到台湾。1949年4月21日，兵工署台湾办公处在台北汉口街78号成立，代兵工署处理在台一切事务。1949年7月1日，兵工署再迁重庆中山一路勤居巷。
　　
1949年8月，撤销联合勤务总司令部，8月31日起兵工署直接隶属于国防部。1949年10月17日，启用“国防部兵工署”印信。
1950年4月1日联勤重新成立，国防部下兵工、工程、军医、通信、运输、经理等各署拨归联勤。1955年9月1日，为配合美军制度，联勤的运输、通信、兵工、工程、经理、军医等6署暨所属作业单位拨归新成立的陆军供应司令部。新成立的“生产署”，将原属兵工、军需、通信等3署掌理之各制造工厂及兵工研究院，分别划归该署统一管理，专司兵工、被服、电池等品项之研发与生产。陆军供应司令部兵工署负责兵工外勤业务。2003年10月1日，联勤生产署、测量署及所属单位移编国防部军备局，编成“国防部军备局生产制造中心”。

## 历任领导人
- 署长
  - 张群（1928年11月6日至1929年4月13日，军政部政务次长兼）
  - 陈仪（1929年4月13日至1932年4月2日；1929年5月4日升任军政部常任次长、代理军政部长，兼任兵工署长）
  - 洪中（1932年4月2日至1933年1月16日）
  - 俞大维（1933年1月17日至1946年5月1日；1944年12月1日升任军政部常务次长兼任兵工署长）[4]
  - 杨继曾（1946年5月1日至1949年11月）
- 副署长：徐廷瑷、宋式骉、洪中、郭承恩、翁之麟、杨继曾、李承干[5][6]、李待琛、陈哲生、刘倚衡、唐君铂

## 所辖各兵工厂及外勤单位
- 汉阳兵工厂 第一厂
- 巩县兵工厂 第十一厂
- 第二十厂：弹药厂
- 金陵兵工厂 第二十一厂
- 广东第一兵工厂 第四十一厂
- 第六十厂
- 军政部兵工学校